# Mokaná
Els Mokaná (també Mocaná) són un grup ètnic indígena que viu al departament de l'Atlàntic a Colòmbia, l'única comunitat indígena d'aquest departament. La llengua Mokaná, part de la família Malibu de llengües, és extingida; només 500 paraules han estat conservades.